# راب پایک

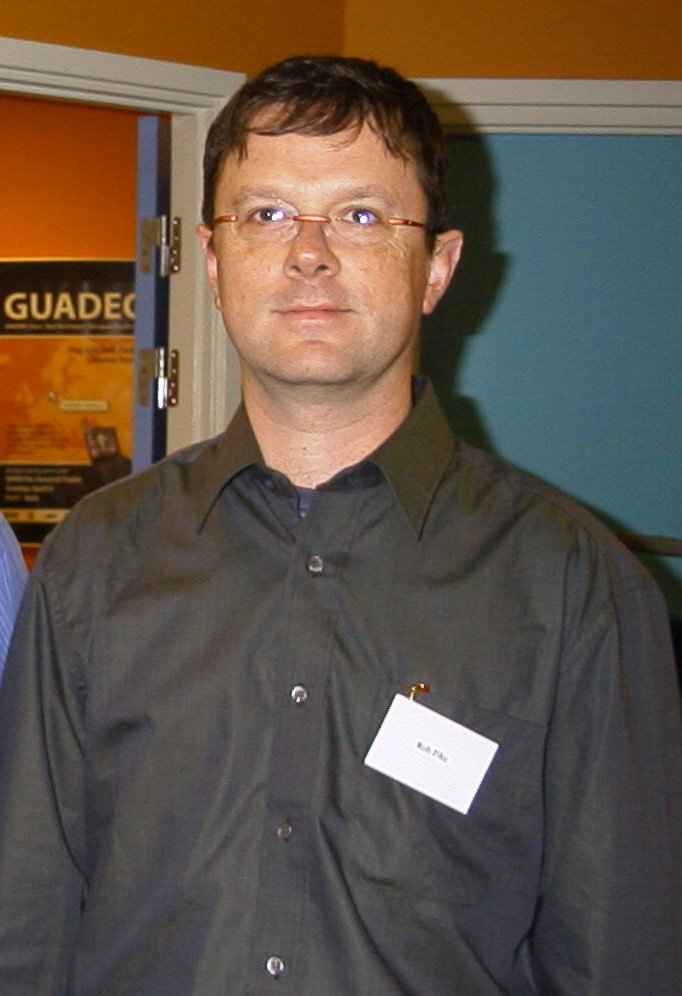

رابرت سی. پایک (به انگلیسی: Robert C. Pike) مهندس نرم‌افزار کانادایی است که هم‌اکنون در شرکت گوگل در زمینه‌های سیستم‌های توزیع‌شده، داده‌کاوی، زبان‌های برنامه‌نویسی و ابزارهای توسعه نرم‌افزار کار می‌کند.
او یکی از طراحان و توسعه دهندگان زبان برنامه‌نویسی گو است. وی به همراه کنت تامسون، یوتی‌اف-۸ را ابداع کردند.